# 1,2-ビス(ジイソプロピルホスフィノ)エタン
1,2-ビス(ジイソプロピルホスフィノ)エタン(1,2-bis(diisopropylphosphino)ethane、dippe)は、錯体化学における二座配位子である。1,2-ビス(ジフェニルホスフィノ)エタン(dppe)の類縁体で、そのフェニル基がイソプロピル基に置換している。